# 育成調理師専門学校
育成調理師専門学校（いくせいちょうりしせんもんがっこう）とは、兵庫県尼崎市にある私立専修学校。学校法人育成学園が運営する。
愛称はCP

## 所在地
- 〒660-0862 兵庫県尼崎市開明町2-30-2

## 歴史
- 1956年 - 育成女子総合学院設立
- 1966年 - 育成調理師専門学校設立
- 1978年 - 学校法人 育成学園設立
- 1980年 - 製菓衛生師科設置
- 1985年 - 神戸国際調理師専門学校設立
- 1986年 - フランス国立ブロワ調理師専門学校と姉妹校提携
- 1989年 - カピオラニ・コミュニティ・カレッジ（ハワイ）と姉妹校提携
- 1990年 - シュパイザー・ホテル学校（ドイツ）など海外4校と姉妹校提携、調理師科2年制課程設置
- 1991年 - ホテルコンサルトSHCCカレッジズ（スイス）と研修提携
- 1992年 - 高等課程調理師科3年制設置（技能連携校向陽台高等学校）
- 1994年 - セザールリッツ・ホテル学校（スイス）と姉妹校提携
- 1995年 - 上海旅游高等専科学校と研修提携
- 1999年 - フードコーディネーター協会加盟
- 2003年
  - 神戸国際調理師専門学校を「神戸国際調理製菓専門学校」に校名変更
  - 育成学園の愛称をEcoleCPとする
- 2004年 - 神戸国際調理製菓専門学校［製菓衛生師科］元町校舎 完成、シェフ科設置
- 2006年 - 高等課程調理科3年制で製菓実習を実施
- 2008年 - 神戸国際調理製菓専門学校［調理師科］調理スペシャリスト本科（2年制）［製菓衛生師科］製菓スペシャリスト本科（2年制）設置
- 2009年 - 高等課程調理科 定員70名に変更

## 設置学科
- 調理師科（1年制）
- 高等課程調理科（3年制）

```
 科目
```

　　日本料理
　　西洋料理
　　中国料理
　　　製菓
　特別講習他

## 取得資格
- 調理師免許
- ふぐ調理講習受講証
- 大学入学資格（高等科のみ）